# Wolfsbach (Vilicher Bach)
Der Wolfsbach ist ein orografisch rechtes Nebengewässer des Vilicher Baches in Bonn und Sankt Augustin, Nordrhein-Westfalen. Er hat eine Länge von 3,5 km, sein Einzugsgebiet umfasst 1,3 km².

## Verlauf
Der Quelltopf des Wolfsbaches befindet sich im Holzlarer Ortsteil Gielgen innerhalb des 13 ha großen Naturschutzgebietes Wolfsbachtal. Von dort aus fließt das Gewässer in nordwestliche Richtung ab und betritt nach Verlassen der Schutzfläche das Stadtgebiet von Sankt Augustin, auf dem es den Stadtteil Hangelar passiert. In Hangelar knickt der Gewässerlauf in südwestliche Richtung ab, führt auf rund 700 Metern Länge an der Bundesstraße 56 entlang und mündet schließlich, wieder auf Bonner Gebiet, bei Pützchen-Bechlinghoven rechtsseitig in den Vilicher Bach.
Der Wolfsbach überwindet während seiner Fließstrecke einen Höhenunterschied von 87 Metern, somit ergibt sich ein mittleres Sohlgefälle von 24,9 ‰.

## Charakteristik
Innerhalb der Schutzfläche des Wolfsbachtals weist der Gewässerlauf eine mäandrierende und naturnahe Struktur auf und ermöglicht dort die Ansiedlung seltener Pflanzengesellschaften. Der Gewässergütebericht 2002 stellt für diesen Abschnitt die Gewässergüteklasse II und somit eine nur mäßige Belastung fest. Der Unterlauf des Wolfsbaches hingegen befindet sich in einem begradigtem und nur wenig naturnahen Zustand; im Bereich der B 56 führt der Wolfsbach kanalartig durch ein Betonbett. Die normale Abflussmenge des Gewässers beträgt 3–18 Liter pro Sekunde, kann bei Hochwasser jedoch maximal 1.024 l/s erreichen.